# Ibieca
Ibieca est une commune d’Espagne, dans la province de Huesca, communauté autonome d'Aragon comarque de Hoya de Huesca.

## Géographie
Elle est située à 23 km de Huesca.

## Démographie
| 1991 | 1996 | 2001 | 2004 |
| ---- | ---- | ---- | ---- |
| 114  | 110  | 111  | 117  |

## Lieux et monuments
- San Miguel de Foces